# Cieszyna
Cieszyna – wieś w Polsce, położona w województwie podkarpackim, w powiecie strzyżowskim, w gminie Frysztak.
| SIMC    | Nazwa     | Rodzaj    |
| ------- | --------- | --------- |
| 0649019 | Dół       | część wsi |
| 0649025 | Góra      | część wsi |
| 0649031 | Janków    | część wsi |
| 0649048 | Mniszki   | część wsi |
| 0649054 | W Dołach  | część wsi |
| 0649060 | Za Dworem | część wsi |
| 0649077 | Za Górą   | część wsi |
| 0649083 | Zagórze   | część wsi |

W latach 1954–1961 wieś należała i była siedzibą władz gromady Cieszyna, po jej przeniesieniu siedziby gromady, w gromadzie Stępina. W latach 1975–1998 miejscowość administracyjnie należała do województwa rzeszowskiego.
Wieś położona jest na lewym brzegu Wisłoka. Graniczy od wschodu z Wiśniową i Jazową, od południa z Pułankami, od zachodu ze Stępiną, a od północy z Pstrągówką. Przez wieś przepływa potok Stępinka i przebiega droga powiatowa w kierunku Stępiny. W Cieszynie znajduje się szkoła podstawowa, której uczniowie odnosili sukcesy sportowe na szczeblu powiatowym. Przez teren wsi przebiega szlak turystyczny Herby.
Wzmianka o Cieszynie widnieje w dokumencie z założenia miasta Wisłoka wydanym przez Kazimierza Wielkiego w Nowym Sączu. W tym czasie Cieszyna była w posiadaniu Cystersów. W XVI wieku należała do Frysztackich, a w XVII wieku do Mikołaja Firleja i jego syna. Kolejnymi właścicielami byli: Wykowscy, Jabłonowscy i Wysoccy. W 1873 Michał Wysocki sprzedał Cieszynę Franciszkowi hr. Mycielskiemu.
We wsi znajduje się zabytkowa kaplica z XVIII w. Istniał tu również folwark z gorzelnią.
Na granicy wsi Cieszyna i Stępina znajdują się schrony kolejowe wraz z tunelami rzekomo prowadzącymi do wsi Frysztak. Schrony te są atrakcjami turystycznymi.